# Tweede Kamerverkiezingen 2012/Kandidatenlijst/PvdT
Op zaterdag 21 juli 2012 werd de kandidatenlijst van de Partij van de Toekomst voor de Tweede Kamerverkiezingen 2012 bekendgemaakt. Op 3 augustus werd bekendgemaakt dat Ben Crouwel in 13 van de 19 kieskringen werd geschrapt omdat hij niet een wettelijk verplicht identiteitsbewijs bij zijn kandidaatstelling had gevoegd.

## De lijst
1. Johan Vlemmix 5.453[2]
2. Erik Schampers 409
3. Jolanda Verburg 464
4. Henrick Fabius  100
5. Monique Sparla  123
6. Chris Hellenbrand 101
7. Helen Roeten 151
8. Khalid Ahmed Chaudry 141
9. David Berg 48
10. Han Altena 47
11. Dyana Hoedemaker 90
12. Theo Janssen 103
13. Jos Bron 73
14. Ron Smit 42
15. Ben Crouwel 10
16. Evert-Herman Veenhuizen 46
17. Ans Schmitz-Broeren 44
18. Wendy Smits 58
19. Carlo van Kuijck 27
20. Dick de Groot 46
21. Manon Goslinga 102
22. Martin van Leeuwen 63
23. Gerda Petersen 88
24. Mischa Martherus 365

2002 · 2003 · 2012
VVD · PvdA · PVV · CDA · SP · D66 · GroenLinks · ChristenUnie · SGP · Partij voor de Dieren · Piratenpartij · MenS · Nederland Lokaal · Libertarische Partij · DPK · 50PLUS · LibDem · Anti Europa Partij · SOPN · PvdT · Politieke Partij NXD